# Kaniker
Kaniker (el sueco para canónigo) es una  variedad cultigen de manzano (Malus domestica).
Manzana de origen desconocido, oriunda de Suecia. Mencionada por primera vez en el siglo XVIII. Las frutas son crujientes y jugosas con un sabor agradable.

## Historia
'Kaniker' es una variedad de manzana de origen desconocido. La variedad se conoce por primera vez en el siglo XVIII.

## Características
'Kaniker' presenta una epidermis con cera, con color de fondo verde claro, y la pulpa ligeramente disuelta tiene un sabor de dulzura y acidez débiles. Kaniker madura en octubre y luego permanece en buen estado en almacenamiento hasta diciembre. La manzana se puede usar  tanto en la cocina como en manzana de mesa.
Su tiempo de recogida de cosecha se inicia a principios de octubre y permanece en almacenamiento fresca hasta diciembre. Se usa como manzana de mesa, y para la cocina.

## Cultivo
En Suecia, 'Kaniker' se cultiva más favorablemente en las zonas USDA Hardiness Zones 1-4.